# Freddy Padilla De León
Freddy Padilla de León (Montería, Córdoba, 10 de octubre de 1948) es un militar retirado, ingeniero, exministro y exembajador colombiano. Fue miembro de la delegación del gobierno de Juan Manuel Santos en los diálogos de paz con la guerrilla del ELN.

## Estudios
Ingeniero Industrial, Pontificia Universidad Javeriana (1980); magíster en Estudios Políticos, Pontificia Universidad Javeriana (1995); magíster en Defensa y Seguridad Nacional, Escuela Superior de Guerra de Colombia (2005); participó en el programa Presidentes de Empresas, Universidad de los Andes, facultad de Administración (2004); especialista en Geopolítica, Universidad Militar ‘Nueva Granada (1997); diplomado en ‘Estrategias y Técnicas de Negociación, Universidad de Chile; Research in Terrorism Studies, The George Washington University, Washington (Columbia, Estados Unidos,1996); Fellows in Foreing Service Program, Georgetown University, Washington D. C. (1996). Curso Avanzado de Ingenieros de Fort Belvoir del estado de Virginia. Profesor de Academia de Geografía Militar y Geopolítica, Academia de Guerra del Ejército de Chile (1999).
Ingresó a la Escuela Militar de Cadetes General José María Córdova el 9 de enero de 1966, recibiendo el grado de subteniente el 6 de diciembre de 1969.
Paracaidista experto, jefe de salto, explorador, instructor de Lanceros, especialista en Inteligencia militar. 

## Trayectoria profesional
En desarrollo de su Carrera Militar, fue ascendido a brigadier general, en diciembre de 1997; a mayor general, el 6 de diciembre de 2001; y a general, el 7 de diciembre de 2004. El presidente Álvaro Uribe Vélez, buscando homologar a los generales colombianos con los de otros ejércitos, aumentó un sol a los oficiales generales, siendo el general Padilla de León el primero en recibir el cuarto sol, el 7 de agosto de 2009. Continuó ejerciendo su cargo en cumplimiento de una directriz presidencial excepcional de 'línea de mando de largo aliento'.
Para las elecciones legislativas del periodo 2014-2018, a solicitud del presidente Juan Manuel Santos, presentó su nombre, por el Partido de la U, al Senado de la República de Colombia, obteniendo 16.349 votos, insuficientes para lograr una curul.
Entre otros cargos: 
- Miembro del equipo negociador del Gobierno[4] en diálogos con el ELN.[5]
- Conferencista invitado a universidades nacionales y en el exterior.
- Miembro de la Comisión Arbitral Nacional, Federación Colombiana de Fútbol (2016);
- Candidato al Senado, Partido de la Unidad Nacional (2014);
- Embajador Extraordinario y Plenipotenciario ante el Gobierno de Austria, y embajador Concurrente ante los gobiernos de Hungría, Croacia, República Checa, Eslovaquia, Eslovenia y Serbia (2011–2013);[6]
- Representante Permanente de Colombia ante la oficina de las Naciones Unidas y otras organizaciones internacionales con sede en Viena (2011–2013);
- Presidente del Grupo de Países Latinoamericanos y del Caribe, GRULAC, (enero-junio de 2011);
- Ministro (e) de Defensa (23 de mayo-8 de agosto de 2009).[7]
- Comandante general de las Fuerzas Militares (agosto de 2006–agosto de 2010);
- Jefe de Estado Mayor Conjunto de las Fuerzas Militares (2003-2006);
- Inspector general del Ejército Nacional (2002-2003);
- Jefe de Operaciones (e) del Ejército (2002);
- Comandante de la Quinta División del Ejército Nacional (2001-2002);
- Profesor de Academia en la Academia de Guerra del Ejército de Chile, (asignatura de Geografía Militar y Geopolítica, 1990), entre otros cargos.

### Comandante de las Fuerzas Militares

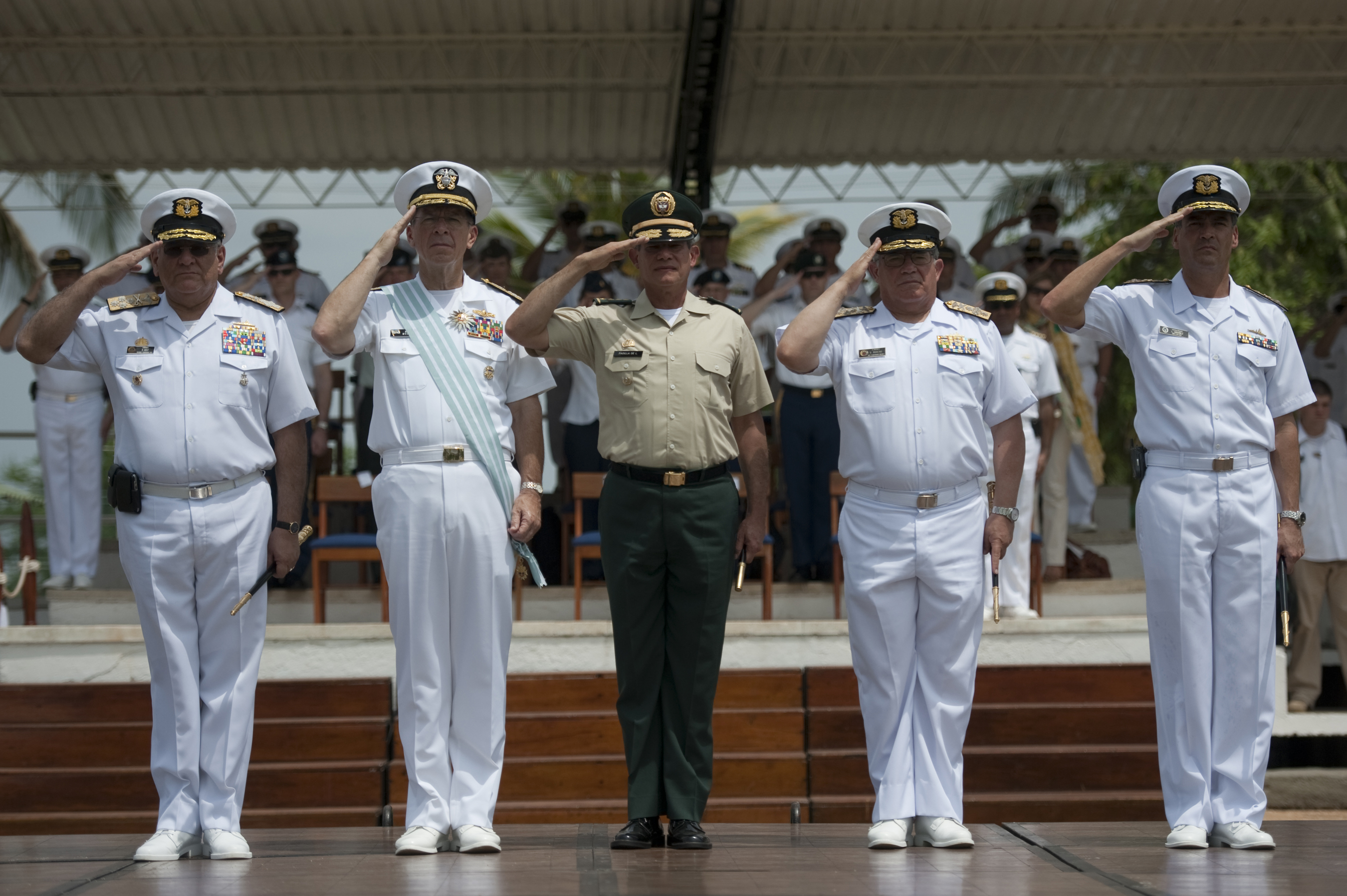
El general Padilla y el almirante Edgar Cely reciben al almirante Mike Mullen de los Estados Unidos de visita en Colombia.

Padilla de León fue nombrado jefe del Estado Mayor Conjunto de las Fuerzas Militares de Colombia en noviembre de 2003, y fue promovido a comandante general de las Fuerzas Militares el 15 de agosto de 2006, en reemplazo del general Carlos Alberto Ospina Ovalle.
Bajo su mando, fueron asignados: el general Jorge Ballesteros, como comandante de la Fuerza Aérea de Colombia; el señor almirante Guillermo Barrera Hurtado, en la Armada de la República de Colombia; y el general Mario Montoya fue ratificado como comandante del Ejército Nacional de Colombia. 
El 24 de mayo de 2010 presentó ante el presidente Uribe renuncia del cargo, para hacerse efectiva a partir del 7 de agosto. 
AL retirarse, la revista Semana ponderó sus cualidades: "Conocer de inteligencia militar ha sido su ventaja; ser estratega, su fortaleza. Desde antes de ocupar la comandancia de las Fuerzas Militares, como jefe del Estado Mayor Conjunto (2003-2006), ya había dicho que lo suyo era la estrategia, la inteligencia militar. La misma que le permitió dar contundentes golpes a la guerrilla de las Farc".

### Derechos Humanos
Al asumir como comandante general de las Fuerzas Militares, el general Padilla de León reiteró su compromiso con el respeto a los Derechos Humanos y al Derecho Internacional Humanitario.
"Seremos, acaso, el primer ejército que en la historia gane una guerra con la preocupación fundamental del respeto al Derecho Internacional Humanitario, que contemplamos desde la atalaya luminosa de nuestra Constitución y nuestras leyes. No vamos a deshonrar nuestro combate con un acto salvaje, con una crueldad o una cobardía con el vencido. Los resultados nos legitiman ante el pueblo por el que luchamos, nos justificará ante el mundo y ante la posteridad. Será mil veces preferible un revés momentáneo que soportar para siempre una indignidad".
Durante la gestión de Padilla de León como comandante general de las Fuerzas Militares de Colombia dio impulso a reformas de vital importancia en las Fuerzas Militares:
- En áreas de Derechos Humanos y Derecho Internacional Humanitario; y Educación Militar.
- Priorizó la desmovilización de los integrantes de las organizaciones armadas ilegales como mecanismo para desescalar el conflicto armado, acuñando la frase: "el preferible un desmovilizado a un capturado, y un capturado a un muerto en combate".
- Incentivó el cumplimiento de Convención de Ottawa por parte de los miembros de las Fuerzas Militares.

Mediante la Directiva n.º 208 del 20 de noviembre de 2008, Padilla de León y su estado mayor instituyeron el "Fortalecimiento de las Políticas del Comando General de las Fuerzas  Militares en materia de respeto, garantía y protección de los Derechos Humanos y aplicación del Derecho Internacional Humanitario en el marco de las operaciones militares a nivel táctico, operacional y estratégico".
Precisamente, el objeto de la mencionada Directiva establece: "El Comando General de las Fuerzas Militares, los Comandos de Fuerza y los Comandos Conjuntos a partir de la fecha, fortalecen sus políticas de respeto, garantía y protección de los DDHH y la aplicación del DIH en el marco de las operaciones militares, con el fin de que éstas se ajusten a los principios de legitimidad y legalidad".

#### Falsos Positivos
Una vez conocidas las denuncias relacionadas con hechos relacionados con el Ejército y otras fuerzas que involucraban hechos dolosos, el ministro Santos y el general Padilla ordenaron la creación de una comisión de alto nivel y transitoria liderada por el mayor general Carlos Arturo Suárez que investigara administrativa y disciplinariamente los hechos que dieron origen a denuncias por supuestos 'falsos positivos'. Al finalizar la misma fueron separados del Ejército 27 militares, "no por haber participado en la comisión de delitos, sinó porque no habían investigado las denuncias".
El escándalo de los 'falsos positivos' surgió en 2008, a raíz de denuncias de desaparición de grupos de jóvenes que poco tiempo después eran reportados como guerrilleros muertos en combates con el Ejército de u otra fuerza pública del Estado. La mayoría de los casos habrían ocurrido en 2007, en departamentos con alta incidencia de desmovilizados de las Autodefensas Unidas de Colombia (AUC), como Antioquia, Meta y Norte de Santander. Algunos miembros del Ejército fueron acusados por haber efectuado 'ejecuciones extrajudiciales', con el fin de 'mostrar resultados' a sus superiores.
El General Padilla, como comandante de las Fuerzas Militares, dijo que él y el ministro de Defensa Juan Manuel Santos habían asumido una actitud de cero tolerancia por los hechos, pero que también debían guiarse por la presunción de inocencia de algunos militares, ya que podrían ser inocentes. Dijo además que si la conducta irregular era comprobada, Padilla actuaría de forma severa contra aquellos que cometieron faltas. Para prevenir las ejecuciones extrajudiciales, Padilla estaba promoviendo y exaltando las desmovilizaciones de guerrilleros a través de recompensas y la captura de guerrilleros.
Mediante la publicación 'Avances en el cumplimiento de las 15 medidas adoptadas por el Ministerio de Defensa Nacional', mediante el cual se "presenta el estado de avance de las 15 medidas formuladas en noviembre de 2008 como resultado de las investigaciones adelantadas por la Comisión Transitoria para el 'Caso Soacha',  se enfatizaba en la necesidad de respeto a la dignidad y vida de las personas y se reconocía que "el 15 de diciembre de 2009, el Comando General de las Fuerzas Militares expidió el primer Manual de Derecho Operacional, dirigido a los Comandantes militares hasta el nivel de unidad táctica (nivel Batallón); a los asesores jurídicos operacionales; y a los operadores jurídicos, incluyendo autoridades judiciales militares y ordinarias, así como a los abogados de la defensa". (enlace roto disponible en Internet Archive; véase el historial, la primera versión y la última). Dicho Manual "ofrece las herramientas jurídicas necesarias para ayudar a los miembros de las Fuerzas Militares a asegurar la juridicidad de las operaciones; y por el otro, facilita el acceso a un compendio que presenta de manera ordenada las normas nacionales e internacionales y la doctrina operacional aplicable a la conducción de operaciones militares".
A raíz de los 'Falsos Positivos' fue creada una unidad del Ejército Nacional destinada a promover los derechos humanos y a recibir quejas por dichas violaciones.

## Libros publicados
- Tesis: ‘Colombia: Víctima del Narcotráfico’ (1997);
- Libro ‘Liderazgo Militar, una Perspectiva Personal’ (varias veces publicado en 2008, 2009, 2010).[15]

## Honores
Designado honoríficamente ‘Guardia de los Derechos Humanos Ancestrales’, Confederación de Pueblos Indígenas para la Comunidad Andina de Naciones (14-Nov.-2016).
Padilla de León fue elegido 'Personaje del año’ en Colombia, por distintos medios de comunicación, entre los que se encuentran Revista Semana, El Tiempo, El Espectador, Caracol, RCN.
El Espectador resaltó: "El conjunto de acciones del Ejército este año y durante el comando de Padilla ha sido descollante. Ha sido la estrategia militar sin duda el núcleo sobre el que se sustenta la política gubernamental que tanto éxito le ha dado al Jefe de Estado: la Seguridad Democrática. Esta es una política de gobierno que descansa sobre una sólida estrategia militar. En realidad es la estrategia militar la que ha funcionado muy bien, a diferencia de otros componentes de la política de Seguridad Democrática. La campaña contra la retaguardia de las Farc ha mostrado grandes resultados, lo mismo que el control territorial ejercido por la Fuerza Pública, que ha permitido recuperar la confianza ciudadana. Pero los componentes judicial, político, social e internacional han mostrado grietas evidentes".
Ha sido distinguido con los siguientes honores:
Otorgados por Gobiernos extranjeros
- Legión al Mérito, en el Grado de Comandante, otorgada por segunda vez por el Gobierno de los Estados Unidos de América.
- Legión de Honor, categoría Comendador, otorgada por la Presidencia de la República de Francia (París, 2008).
- Condecoración del Gobierno de República Dominicana
- Condecoración del Gobierno de Brasil.
- Condecoración del Gobierno de Uruguay.
- Condecoración del Gobierno de Perú.

Otorgados en Colombia
- Orden de Boyacá, grado de Gran Cruz (Decreto n.º 2428 del 15 de julio de 2006).
- Orden de Boyacá, grado de Gran Oficial.
- Orden de la Democracia, grado de Gran Cruz Oficial, Cámara de Representantes.
- Orden al Mérito Militar ‘Antonio Nariño’, Gran Cruz.
- Orden al Mérito Militar ‘José María Córdova’, Gran Cruz.
- Orden al Mérito Naval ‘Almirante Padilla’, Gran Oficial.
- Orden al Mérito Aeronáutico ‘Antonio Ricaurte’.
- Orden al Mérito ‘Coronel Guillermo Fergusson’, Grado de Comendador.
- Orden al Mérito Seguridad Presidencial.
- Medalla Servicios Distinguidos en orden Público, otorgada por sexta vez.
- Cruz al Mérito Policial, Primera vez.
- Medalla Militar ‘Francisco José de Caldas’, en tres categorías: Profesor, A la Consagración y A la Aplicación.
- Medalla Escuela de Lanceros, en las categorías de ‘Honor al Mérito Académico’ y ‘Honor al Mérito Militar’.
- Medalla al Mejor Alumno, Escuela Militar de Cadetes, otorgada en tres oportunidades.
- Copa Ahumada y Guillén, al Mejor Compañero, Escuela Militar de Cadetes, entre otras.